# Póndá
Póndá (kónkáni: फोंडा, angol: Ponda) kisváros Indiában, Goa államban. Lakossága 23 ezer fő volt 2011-ben.
Kereskedelmi és ipari központ. Több hindu temploma van, amelyek közül az egyik legismertebb a 3 km-re DNy-ra található Sántá Durgá, a januári Játra ünnep helyszíne. Póndát Goa templomvárosaként is ismerik. A portugálok közép-goai terjeszkedésük során rengeteg hindu templomot romboltak le. A hindu papok elmenekültek és sokan ezen a területen telepedtek le, ahol a 17-18. században az új templomaikat felépítették. A közelben, Priol felé fekszik Goa leggazdagabb temploma, a Sivának szentelt 18. századi Srí Mangés-templom. 
A Száfá-Sáhúri-mecset 1560-ban épült, 2 km-re nyugatra fekszik.

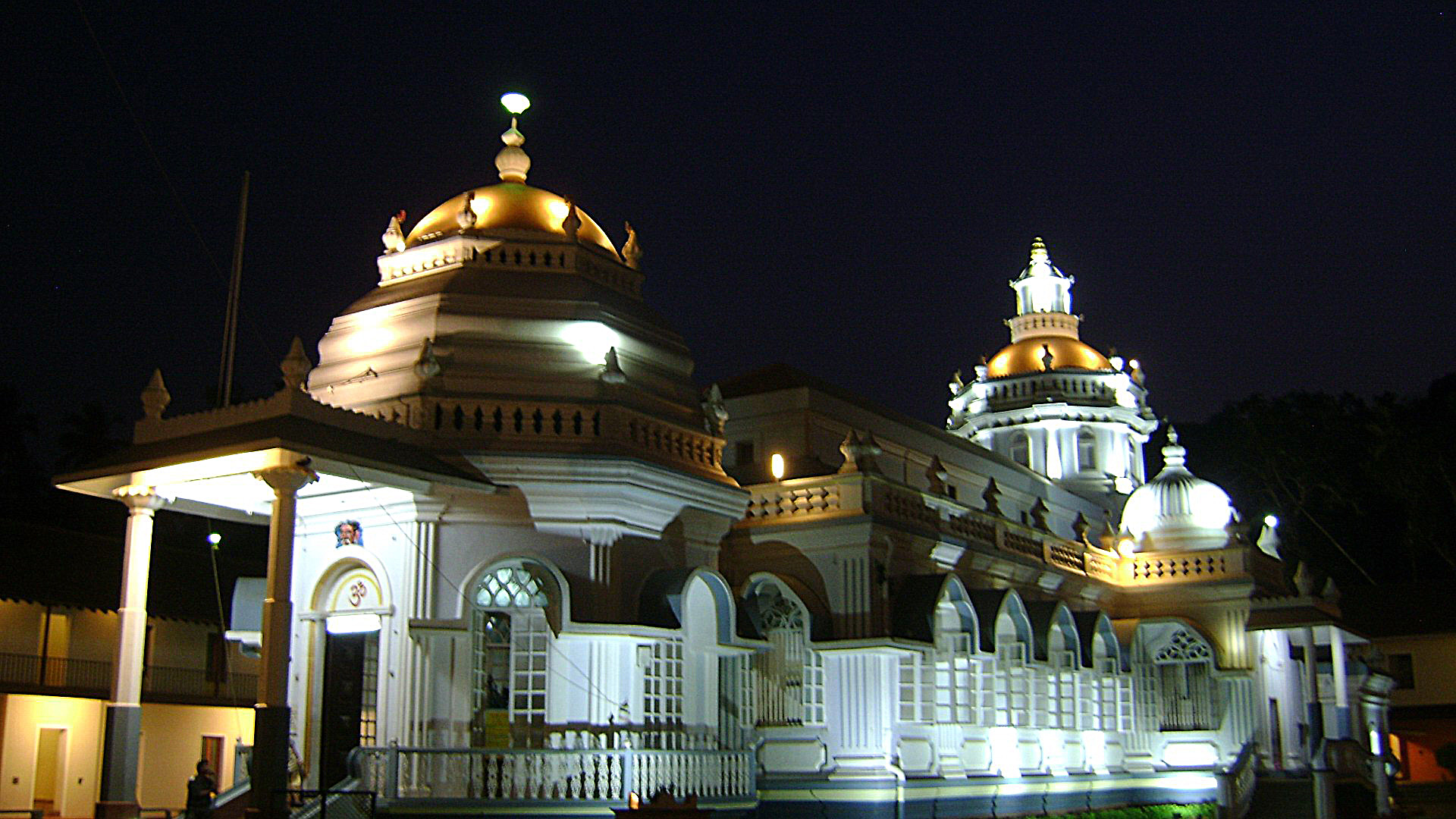
Srí Mangés-templom

## Fordítás
- Ez a szócikk részben vagy egészben  a   Ponda, Goa című angol Wikipédia-szócikk fordításán alapul.  Az eredeti cikk szerkesztőit annak laptörténete sorolja fel. Ez a jelzés csupán a megfogalmazás eredetét és a szerzői jogokat jelzi, nem szolgál a cikkben szereplő információk forrásmegjelöléseként.